# Sydney River (Nuova Scozia)
Sydney River è una comunità della Municipalità Regionale di Cape Breton nella Nuova Scozia (Canada).

## Geografia
La comunità si trova all'estremità meridionale del braccio sud del porto di Sydney, alla foce del Sydney River, dal quale prende il nome. Essa si trova all'incrocio fra l'autostrada 125 della Nuova Scozia e la statale n. 4.

## Storia
Sydney River era una volta una comunità rurale, ma nel corso dei decenni si è urbanizzata. Essa sviluppò quartieri suburbani tra gli anni sessanta e settanta. Ha visto il suo sviluppo urbanistico con la costruzione di centri commerciali, negozi, ristoranti, magazzini e saloni.
Il 7 maggio 1992 Sydney River fu sede di un grave fatto di sangue: tre impiegati furono uccisi e uno ferito gravemente alla spina dorsale durante una rapina al ristorante McDonald's, compiuta da tre giovani.